# Ахать-Джамі
Аха́ть-Джамі́ (тат. Әxәt Cәmi) — соборна мечеть Донецька. Перша мечеть на Донбасі. Названа на честь одного з її меценатів — кримінального авторитета Ахатя Брагіна. Один із її мінаретів був збудований за проханням Ріната Ахметова.

## Історія
У 1993 році в Донецьку було створено мусульманську громаду «Зірка Пророка». Головою громади є Рашид Брагін. У 1994 році цією громадою було закладено фундамент першої в регіоні мечеті «Ібн Фадлан» (назва на честь письменника Ахмада ібн Фадлана). За основу було взято проєкт однієї з стамбульських мечетей. Мечеть збудовано в османському стилі. Головним меценатом будівництва був кримінальний авторитет Ахать Брагін, а після вбивства Брагіна в 1995 році мечеть отримала його ім'я.
Спочатку проєкт передбачав будівництво одного мінарета, але на вимогу і при фінансуванні Ріната Ахметова були побудовані два, внаслідок чого один з мінаретів мечеті має ім'я Ріната Ахметова.
Офіційне відкриття мечеті «Ахать Джамі» відбулося 3 вересня 1999 року.
Ахать-Джамі є місцем масового святкування мусульманських свят Курбан-байрам та Ураза-байрам.

### Російсько-українська війна
16 серпня 2014 року в результаті військового протистояння на Донбасі в купол соборної мечеті Донецька потрапив артилерійський снаряд. Муфтій ДУМУ «Умма» Саїд Ісмагілов припустив, що через пошкодження доведеться міняти весь купол, тому що він цільнолитий.
12 березня 2022 року Мечеть «Ахать Джамі» була пошкоджена внаслідок обстрілу. Мечеть потребує реконструкції.
12 квітня 2024 року Рашид Брагін заявив, що Фонд Рамзана Кадирова допоможе у відновлені мечеті.

## Цікаві факти
- Початково проєкт передбачав будівництво одного мінарету, але на вимогу і при фінансуванні Ріната Ахметова їх збудовано два.

## Світлини

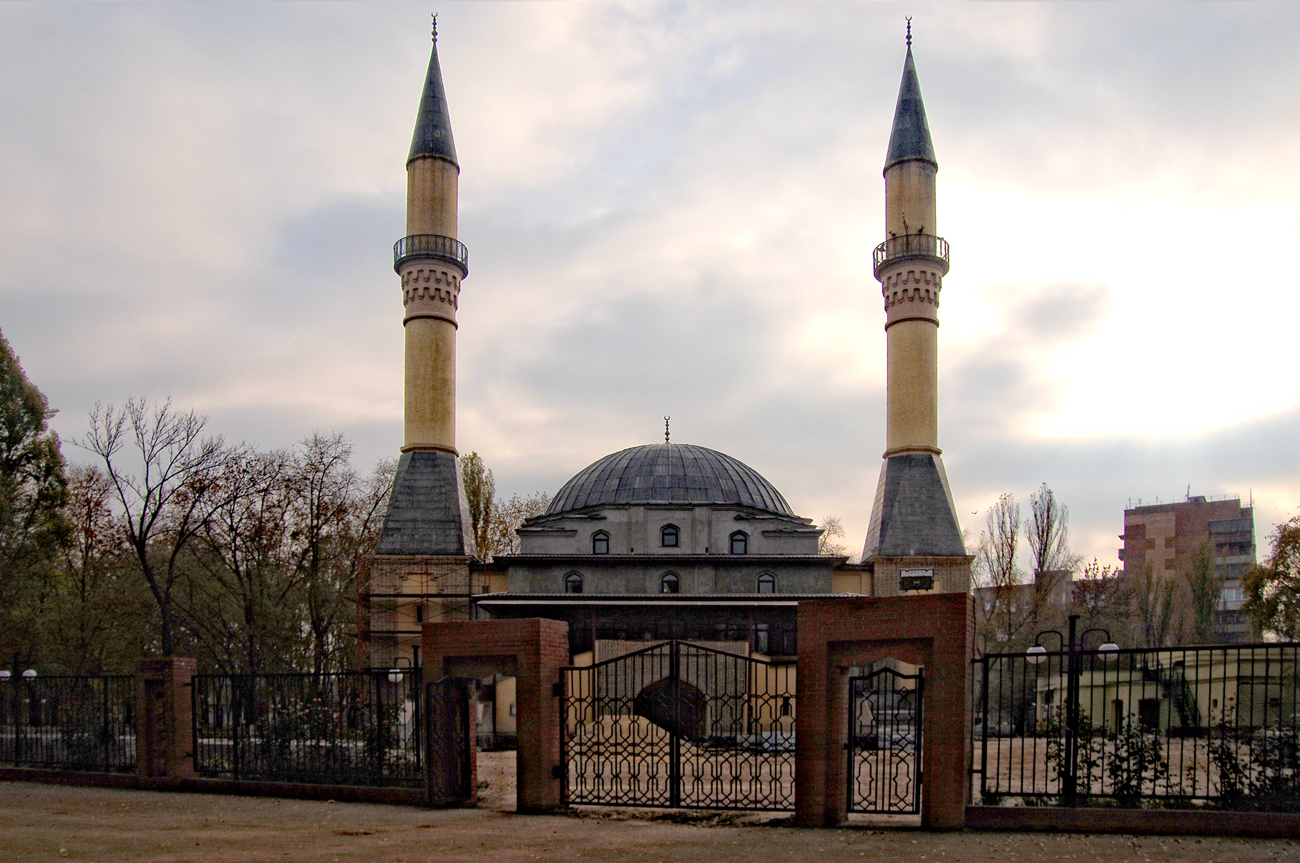
Мечеть Ахать-Джамі
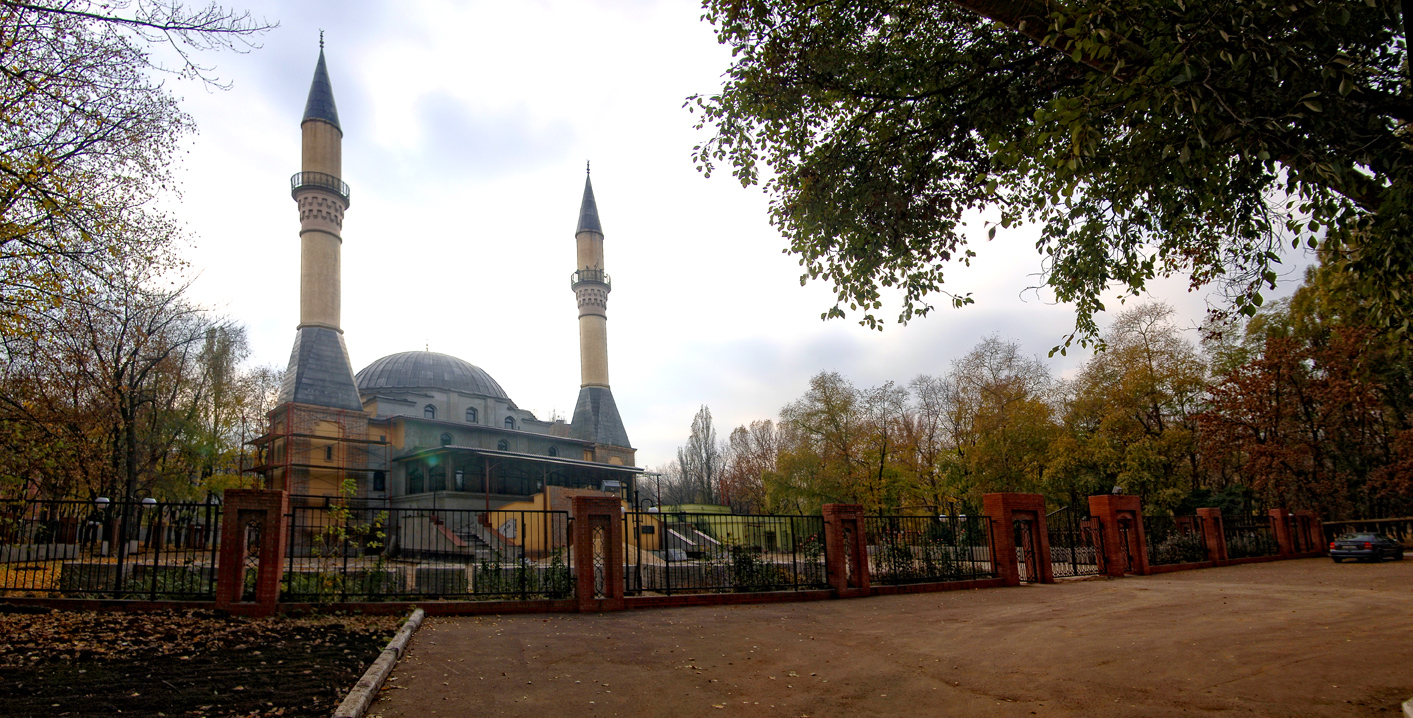
Мечеть Ахать-Джамі
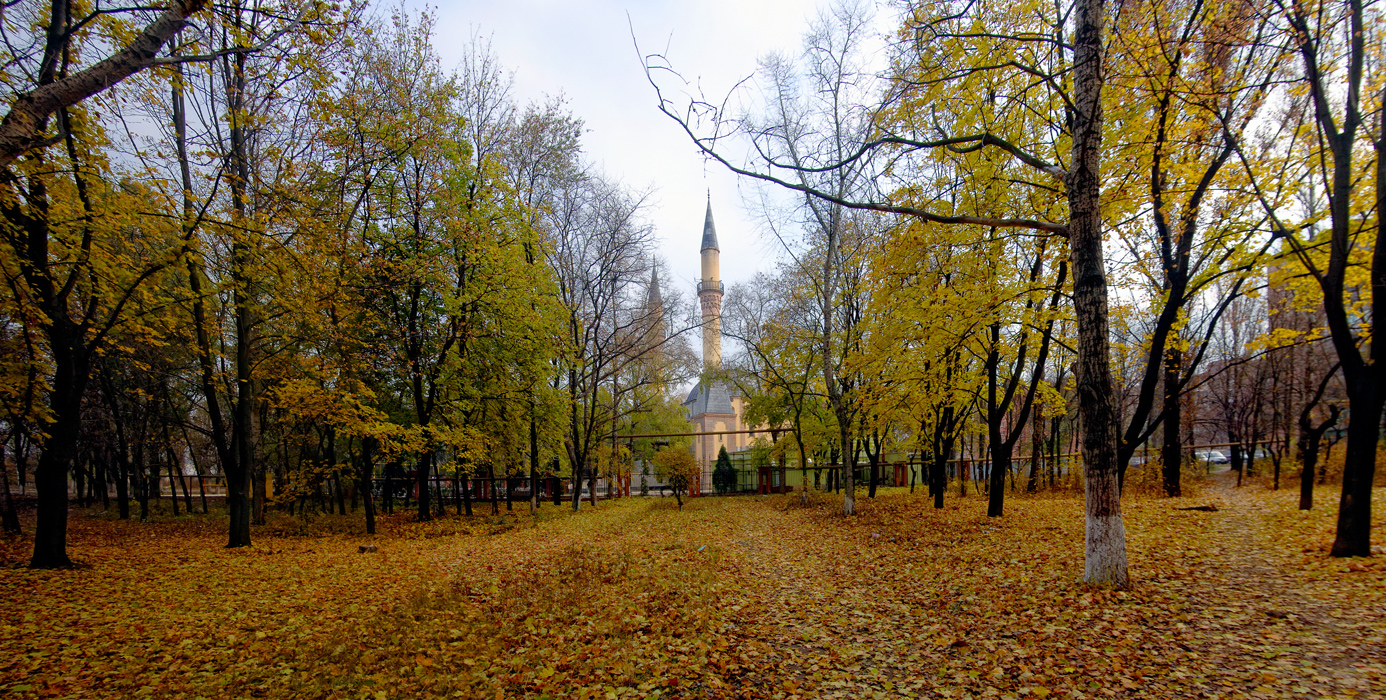
Мечеть Ахать-Джамі
Пам'ятна дошка на мечеті в Донецьку